# Kjell Sjöstedt
Kjell Magnus Sjöstedt, född 13 augusti 1893 i Grimslöv, Skatelövs socken, Kronobergs län, död 20 juni 1951 i Ystad, var en svensk målare, affärsman och skriftställare.
Han var son till jägmästaren Henrik Jules Sjöstedt och Hanna Hildur Constantia Roth och från 1951 gift med Greta Elisabeth Nilsson samt bror till Ernst Sjöstedt. Hav var under flera år verksam som affärsman och drev ett företag inom trävarubranschen i Stettin. På sin fritid bedrev han konststudier i Berlin och Paris vid olika målarskolor. Efter återkosten till Sverige 1939 tog han på allvar upp sitt konstnärskap. Tillsammans med Carl Palme, Gerhard Lundberg och Birger Öhman ställde han ut i Kristianstad 1943 och separat ställde han bland annat ut i Osby, Tomelilla, Olofström, Simrishamn, Ronneby och Sölvesborg. Som skriftställare medverkade han i Kristianstads Läns Tidning och Sydsvenska Dagbladet samt i några olika veckotidskrifter. Hans konst består av stilleben, aktfigurer i naturen samt landskapsskildringar från Skåneslätten och Skånekusten. Sjöstedt är representerad med en oljemålning vid Tomelilla museum. 